# Rudolf
Rudolf je germansko ime. Potječe od starogermanskog izraza Hrodulf izvedenog od izraza hrod (slava) te wulf (vuk).

## Na drugim jezicima
- Rodolf (katalonski)
- Rodolfo (talijanski, španjolski i portugalski)
- Rodolphe (francuski)
- Rudolph (engleski)
- Rudolphus (latinski)

## Poznati Rudolfi
- Rudolf, kralj Francuske od 923 - 936. godine
- Rudolf I. Habsburški, njemački kralj 1273. godine -
- Rudolf II., car Svetog Rimskog Carstva (1552. – 1612.)
- Rudolf Diesel njemački izumitelj (1858. – 1913.)
- Rudolph Valentino talijanski glumac (1895. – 1926.)
- Carević Rudolf Habsburški, sin Franje Josipa (1858. – 1889.)
- Rudolph Giuliani, američki političar